# Czéh Gitta
Czéh Gitta (Pécs, 1923. december 27. – ?) Jászai Mari-díjas magyar színésznő. Az Állami Déryné Színház alapító tagja.

## Életpályája
Pécsen született, 1923. december 27-én. A Kolozsvári Nemzeti Színház Színiiskolájában végzett 1943-ban, de már 1941-től szerepelt a kolozsvári színház előadásain. 1943-tól a nagyváradi színház tagja volt. 1945-től egy évadot a Pécsi Nemzeti Színházban töltött, majd vidéki társulatokban szerepelt. 1951-től nyugdíjba vonulásáig, 1980-ig az Állami Déryné Színháznak illetve 1978-tól jogutódjának a Népszínháznak a színművésznője volt. 1959-ben Jászai Mari-díjat kapott.

## Fontosabb színházi szerepei
- Molière: Tartuffe... Dorine

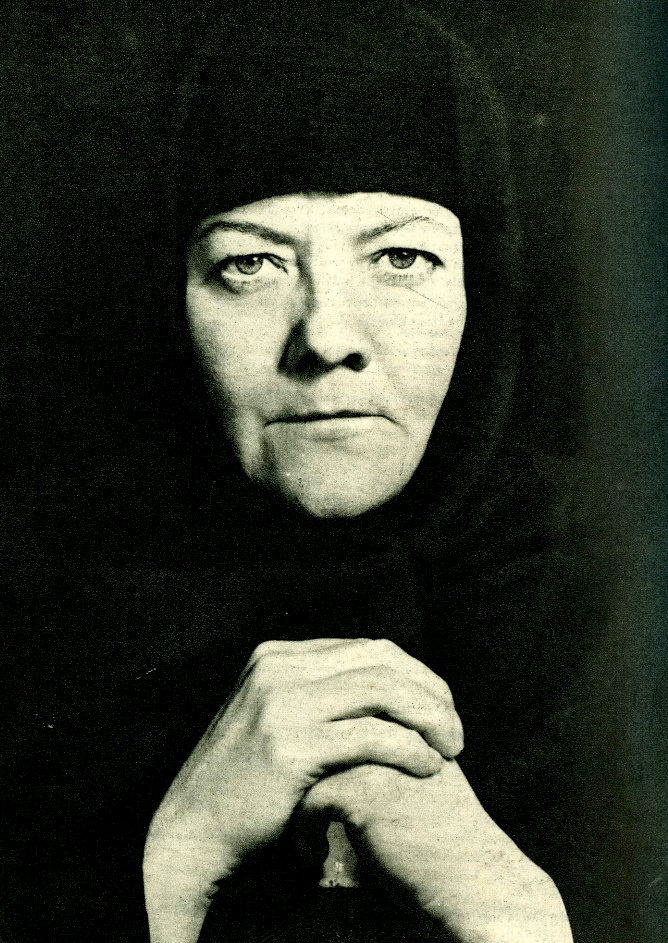
Kabanova szerepében Osztrovszkij Vihar című drámájában (Állami Déryné Színház)

- Molière: Dandin György... Lükeházyné
- Alekszandr Nyikolajevics Osztrovszkij: A vihar... Kabanova
- George Bernard Shaw: Warrenné mestersége... Warrenné
- Katona József: Bánk bán... Melinda
- Jókai Mór: Az aranyember... Athálie
- Jókai Mór: A kőszívű ember fiai... Baradlayné
- Molnár Ferenc: Az ördög... Jolán
- Molnár Ferenc: Liliom... Muskátné
- Kodály Zoltán: Háry János... Örzse
- Márai Sándor: Kaland... Anna
- Örkény István: Macskajáték... Cs. Bruckner Adelaida
- Urbán Ernő: Tűzkeresztség... Szijjártóné, Sohár Lidi

## Díjai elismerései
- Munka Érdemérem (1951)
- Jászai Mari-díj (1959)
- Munka Érdemrend (1971)